# Nilssonsflarken
Nilssonsflarken är en sjö i Sorsele kommun i Lappland och ingår i Umeälvens huvudavrinningsområde. Sjön har en area på 0,0619 kvadratkilometer och ligger 426,9 meter över havet.

## Delavrinningsområde
Nilssonsflarken ingår i det delavrinningsområde (727296-160425) som SMHI kallar för Utloppet av Västra Olsträsket. Medelhöjden är 412 meter över havet och ytan är 8,47 kvadratkilometer. Räknas de 3 avrinningsområdena uppströms in blir den ackumulerade arean 43,82 kvadratkilometer. Olsbäcken som avvattnar avrinningsområdet har biflödesordning 4, vilket innebär att vattnet flödar genom totalt 4 vattendrag innan det når havet efter 314 kilometer. Avrinningsområdet består mestadels av skog (34 procent) och sankmarker (57 procent). Avrinningsområdet har 0,7 kvadratkilometer vattenytor vilket ger det en sjöprocent på 8,3 procent.